# Débutaniseur
Pour les articles homonymes, voir stabilisateur.
Dans le débutanisateur (ou stabilisateur ou fractionnateur), le naphta issu de l'hydrotraitement est séparé en deux fractions : le naphta léger et le naphta lourd. Le premier a un point final de distillation de 80 °C (ou de 100 °C) et le dernier peut avoir un point final de distillation de 150 °C ou de 180 °C selon qu'on cherche à avoir un kérosène court ou un kérosène long.
Cette colonne fonctionne avec un taux de reflux très élevé sous une pression de l'ordre de 5 à 10 bars afin d'éliminer tous les gaz et d'ajuster la tension de vapeur de la coupe naphta. À la sortie de cette unité, tous les gaz C4– (c’est-à-dire le butane et tous les gaz plus légers que celui-ci) sont envoyés vers le « gas plant » pour être traités.
En effet, si on a besoin de fabriquer une grande quantité de kérosène, dans ce cas, on coupe le naphta à 150 °C, dans le cas contraire, on fixe le point final de distillation à 180 °C et parfois même à 185-190 °C.
Le naphta léger est envoyé au stockage comme base de mélange (ou en anglais : blendstock) pour être utilisé plus tard dans la fabrication des carburants.
Le naphta lourd est envoyé ensuite en charge (feedstock) pour alimenter l'unité de reformage catalytique.
Les naphtas légers, lourds et totalement stabilisés peuvent également être envoyés en charge (liquide ou vapeur)  au vapocraqueur.